# Mèo tai cụp
Mèo tai cụp (Scottish Fold) là một giống mèo nhà với sự đột biến sinh học tự nhiên gen lặn gây ảnh hưởng đến phần sụn toàn thân, khiến cho tai bị "cụp", bẻ ra phía trước và xuống phía đầu, từ đó khiến chúng hay được so sánh rằng trông giống cú.

## Lịch sử